# Lymantria kinta
Lymantria kinta är en fjärilsart som beskrevs av Collenette 1932. Lymantria kinta ingår i släktet Lymantria och familjen tofsspinnare. Inga underarter finns listade i Catalogue of Life.